# Eva (film 2018)
Eva è un film del 2018 diretto da Benoît Jacquot, rifacimento di un film omonimo del regista statunitense Joseph Losey, tratto dal romanzo del 1945 di James Hadley Chase.

## Trama
Parigi - Bertrand è un giovane che si guadagna da vivere come badante a un anziano scrittore che muore improvvisamente appropriandosi di una pièce teatrale di quest'ultimo.
Divenuto famoso e benestante grazie al notevole successo dell'opera della quale millanta la paternità, si trova pressato dal suo impresario perché possa bissarne la riuscita. Bertrand si rende conto che si tratta di un'impresa impossibile, fino a quando una sera, ad Annecy sulle Alpi francesi, fa la conoscenza di Eva, una matura ed affascinante prostituta di alto bordo. Nascerà un rapporto di clientela il quale scopo è trarre ispirazione per un soggetto di certo non originale e poter stendere i dialoghi dai discorsi di lei. Bertrand tuttavia va oltre, illudendosi di riconfermarsi un grande autore e di entrare nella vita della donna, mostrandosi invadente ed arrogante.
Anche Eva, che va gradualmente affezionandosi a Bertrand, nasconde un segreto, quello di suo marito Georges in carcere, per il quale esercita il mestiere per riuscire a scarcerarlo. Un giorno Caroline, fidanzata di Bertrand scopre di Eva. Sconvolta, fugge in macchina e muore cadendo in un burrone.
Eva, onde punire Bertrand, lo fa incontrare col suo Georges che lo picchia selvaggiamente spedendolo in ospedale. Qualche tempo dopo, il giovane nota Eva seduta in un bar parigino, con suo marito e altre persone. La donna gli fa cenno di diniego. Una sua amica le chiede chi sia e la risposta è: "nessuno".

## Produzione

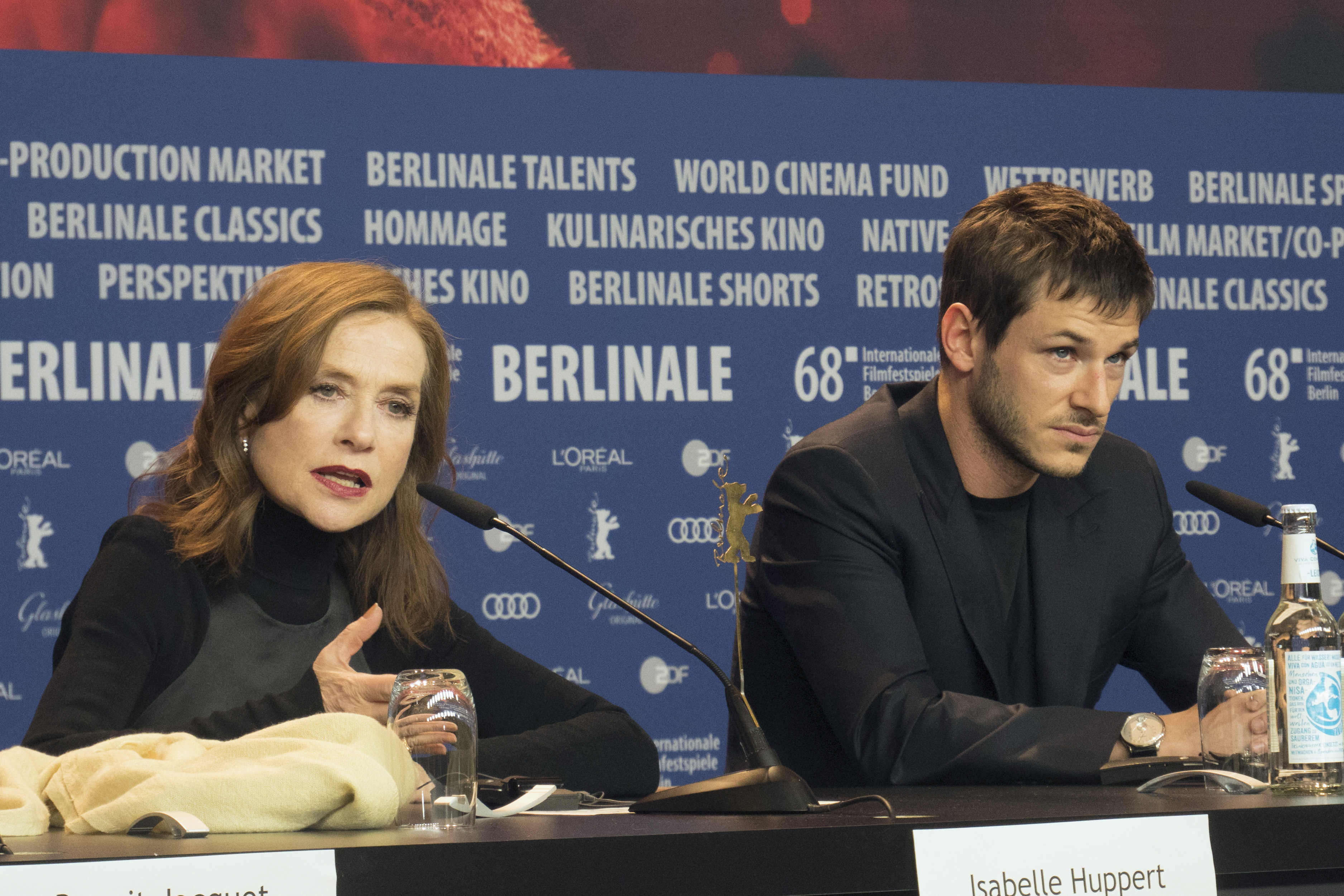
Isabelle Huppert e Gaspard Ulliel al 68º Festival Cinematografico di Berlino nel 2018

- Trasposizione moderna del film del 1962, interpretato da Virna Lisi e da Jeanne Moreau, nel ruolo di un personaggio più giovane.
- Selezione per la corsa all'Orso d'Oro nella sezione principale, per il 68º Festival Cinematografico di Berlino.[1]
- La produzione diffidava il regista Jacquot, dal girare un remake, senza un valido intervento di una sceneggiatura originale.

## Accoglienza
Sull'aggregatore Rotten Tomatoes il film riceve il 17% delle recensioni professionali positive con un voto medio di 5,1 su 10 basato su 6 critiche, mentre su Metacritic ottiene un punteggio di 38 su 100 basato su 5 critiche.

## Curiosità
Nella colonna sonora ricorre la canzone Pensiero stupendo cantata da Patty Pravo